# 科彭魏爾格拉本河
49°07′53″N 10°44′07″E / 49.13131°N 10.73521°E
科彭魏爾格拉本河（德語：Koppenweihergraben），是德國的河流，位於該國東南部，由巴伐利亞負責管轄，屬於阿爾特米爾河的左支流，河道全長4公里，流經魏森堡-貢岑豪森縣。